# Liu Chen

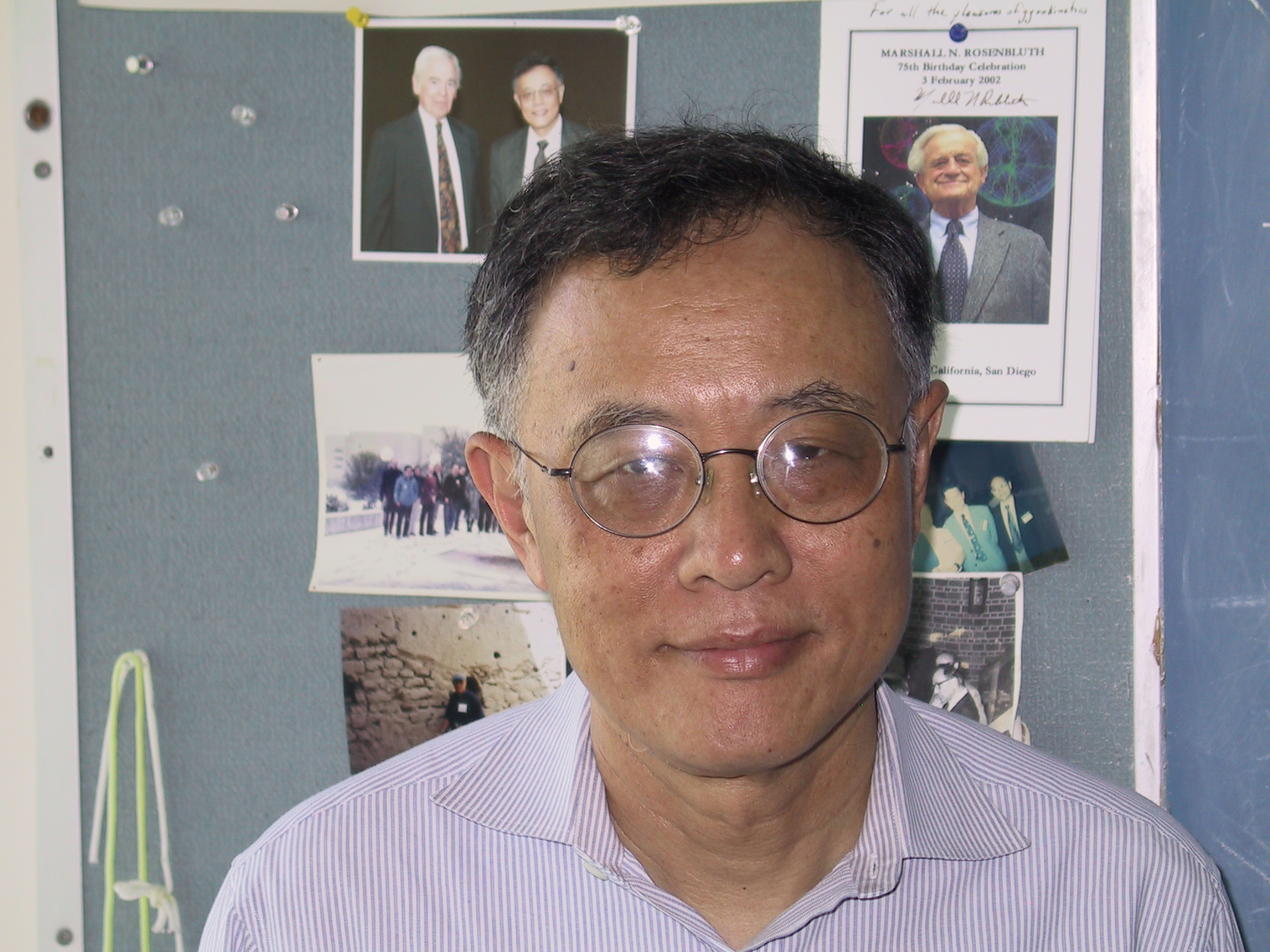
Liu Chen, 2004

Liu Chen (* 3. Januar 1946 in Hangzhou) ist ein in China geborener US-amerikanischer Plasmaphysiker, der überwiegend theoretisch arbeitet. Er fand neue Arten von Plasmawellen und magnetohydrodynamische Instabilitäten in Tokamaks.

## Leben
Chen machte 1966 seinen Bachelor-Abschluss an der National Taiwan University und 1969 seinen Master-Abschluss an der Washington State University in Pullman, wo er am Electronics Research Laboratory war. 1972 wurde er an der University of California, Berkeley promoviert und war dann an den Bell Laboratories in Murray Hill. Ab 1974 war er an der Princeton University im Plasmaphysik-Labor (PPPL), wo er 1974 festes Mitglied und 1974 Forschungsphysiker wurde. 1979 wurde er Lecturer an der Princeton University mit dem Rang eines Associate Professor und 1982 mit vollem Professorenrang und gleichzeitig Principal Research Physicist am PPPL. 1986 bis 1993 war er Ko-Leiter der Theorieabteilung. 1987 war er Miller-Gastprofessor in Berkeley. Ab 1993 war er Professor an der University of California, Irvine. Seit 2006 ist er außerdem Direktor des Instituts für Theorie und Simulation der Fusion und Professor an der Zhejiang-Universität in Hangzhou.

## Werk
Chen ist für mehrere fundamentale Beiträge zur theoretischen Plasmaphysik, in der Fusionsforschung und bei Labor- und Weltraum-Plasmen bekannt. Darunter fallen die Entdeckung kinetischer Alfven Wellen, toroidaler Alfven Eigenmoden (TAE, Alfven Ballooning modes) in Tokamaks, energetic particle modes (EPM) und Kinetic Ballooning Modes (KBM) in Tokamaks, Theorie geomagnetischer Pulsationen, Heizen mit Alfven Wellen in Fusionsplasmen, Fishbone Moden. Von ihm und Frieman stammt eine Theorie nichtlinearer gyrokinetischer Gleichungen, angewandt bei der Untersuchung von Mikroturbulenz in Tokamaks, und er lieferte grundlegende Beiträge zu Driftwellen-Instabilitäten und Plasma-Turbulenz.

## Ehrungen, Herausgeberschaft und Mitgliedschaften
2008 erhielt er den Hannes-Alfvén-Preis der European Physical Society, 2004 den APS Award for Excellence in Plasma Physics Research (speziell für die theoretische Entdeckung und experimentelle Verifizierung toroidaler induzierter Alfven Eigenmoden) und 2012 den James-Clerk-Maxwell-Preis für Plasmaphysik der American Physical Society (APS). Er ist Fellow der APS (1981), der American Association for the Advancement of Science (2009) und der American Geophysical Union (2011).
1985 bis 1988 war er Mitherausgeber von Physics of Fluids.

## Schriften
- Waves and Instabilities in Plasmas, World Scientific, 1987
- Alfven Waves: a journey between space and fusion plasmas, Plasma Physics and Controlled Fusion, Band 50, 2008, 124001